# Hubert Bächli
Hubert Bächli (Ehrendingen, 18 de outubro de 1938) é um ex-ciclista de estrada suíço. Bächli competiu nos Jogos Olímpicos de Verão de 1960 em Roma, onde foi membro da equipe suíça de ciclismo que terminou em nono nos 100 km contrarrelógio por equipes.